# Diédougou
Diédougou är en kommun i Mali.   Den ligger i regionen Koulikoro, i den sydvästra delen av landet, 170 km öster om huvudstaden Bamako.